# Helebrandt Máté
Helebrandt Máté (Nyíregyháza, 1989. január 12. –) magyar gyalogló atléta.

## Sportpályafutása
2009-ben a gyalogló csapat Európa kupában hatodik volt. 2010-ben az Európa-bajnokságon feladta a 20 kilométeres versenyt. 2011-ben az utánpótlás Európa-bajnokságon ötödik volt. 2012 áprilisában teljesítette az olimpiai B-szintet. A Magyar Atlétikai Szövetség a két B-szintes magyar gyalogló közül Helebrandtot jelölte az olimpiai indulásra. Az ötkarikás játékokon 20 km-en egyéni csúccsal (1:23:32) 32. lett.
A 2013-as atlétikai világbajnokságon 20 km-en 41.-ként ért a célba. A 2014-es atlétikai Európa-bajnokságon 20 km-en a 25. helyen végzett. 2015 áprilisában teljesítette az olimpiai kiküldetési szintet. A 2015. évi nyári universiadén 20 km-en negyedik helyezést ért el. Az olimpián 20 km-en 28. volt.
A 2017-es 50 km-es ob-n sérülés miatt nem indult, 20 km-en első lett. A világbajnokságon új országos csúccsal ötödik (az előtte végzőt dopping miatt kizárták) lett 50 km-en. A 2018-as Európa-bajnokságon az 50 kilométeres versenyben egy eldobott vizespalackra lépett, és lábközépcsonttörést szenvedett. A 2019-es atlétikai világbajnokságon rosszullét miatt fel kellett adnia az 50 kilométeres gyaloglás küzdelmeit. A 2021-re halasztott tokiói olimpián 50 kilométer gyaloglásban 17. lett.
A 2024-es párizsi olimpián 20 km-es gyaloglásban a 44. helyen végzett.

## Rekordjai
10 000 m gyaloglás
- 39:56,02 (2016. június 19., Budapest) magyar csúcs[12]

50 km gyaloglás
- 3:43:56 (2017. augusztus 13., London) magyar csúcs

## Eredményei
Gyaloglás
Csapat Európa-bajnokság
- 20 km
  - bronzérmes: 2025

Magyar bajnokság
- 5000 m
  - aranyérmes: 2022, 2023

- 10 000 m
  - aranyérmes: 2024

- 20 km
  - aranyérmes: 2009, 2010, 2011, 2012, 2014, 2015, 2016, 2017, 2018, 2022, 2023
  - ezüstérmes: 2008, 2024

- 35 km
  - aranyérmes: 2022, 2023

- 50 km
  - aranyérmes: 2016, 2019

Fedett pályás magyar bajnokság
- 5000 m
  - aranyérmes: 2011, 2013, 2014, 2015, 2016, 2022